# Limba igbo
Igbo /ˈɪɡbo/, (pronunție în igbo: /ásʊ̀sʊ̀ ɪ̀ɡ͡bòː/; denumirea veche, Ibo /ˈiːbo/ (Igbo: Asụsụ Igbo), este principala limbă nativă a poporului Igbo, un grup etnic din Nigeria de sud-est, ce aparține familiei limbilor nigero-congoleze. Sunt aproximativ 24 de milioane de vorbitori, care locuiesc în majoritate în Nigeria. Limba Igbo se scrie cu ajutorul alfabetului latin, care a fost introdus de către coloniștii britanici.